# Jagdschloss Burghaun

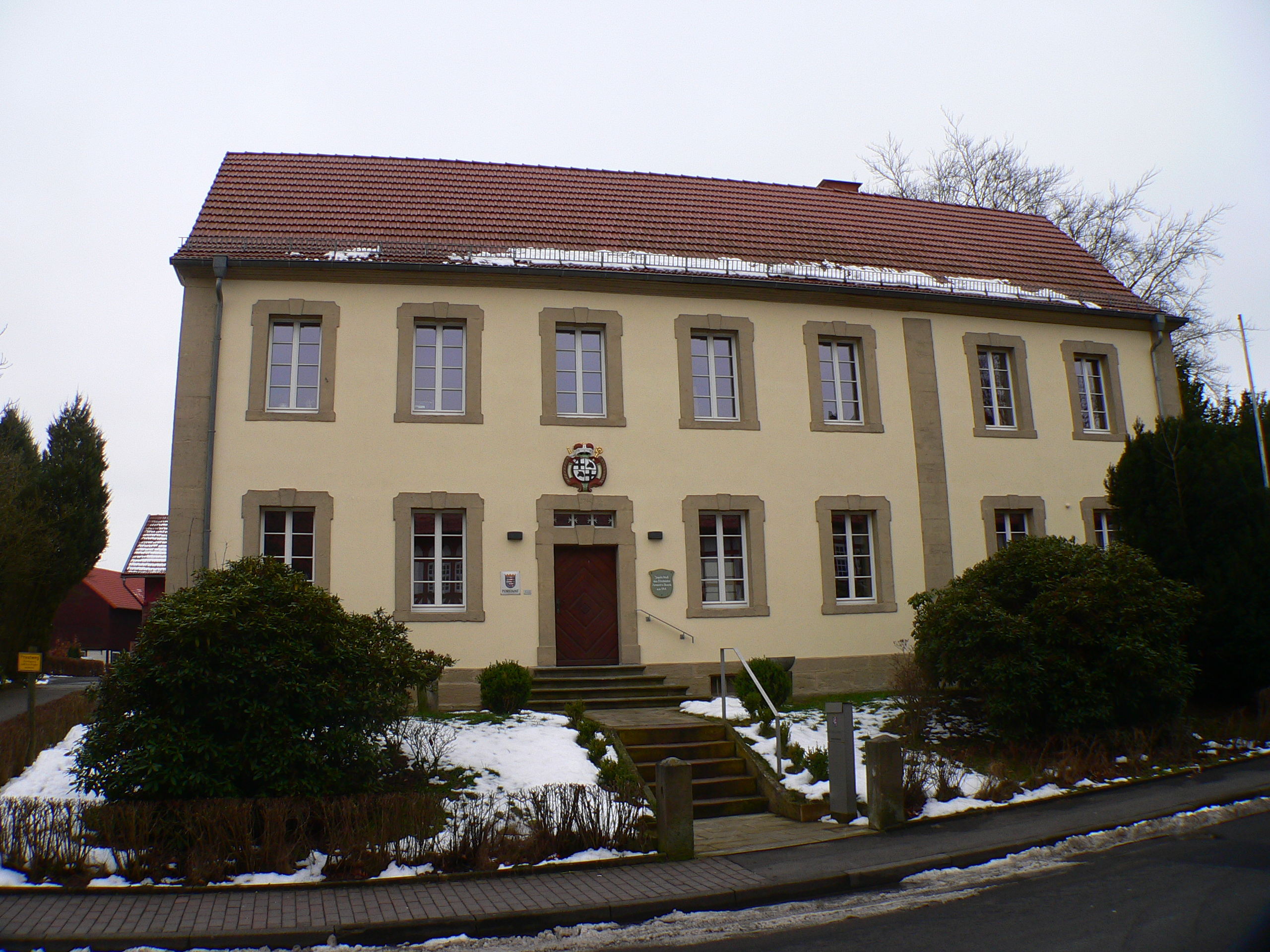
Jagdschloss Burghaun

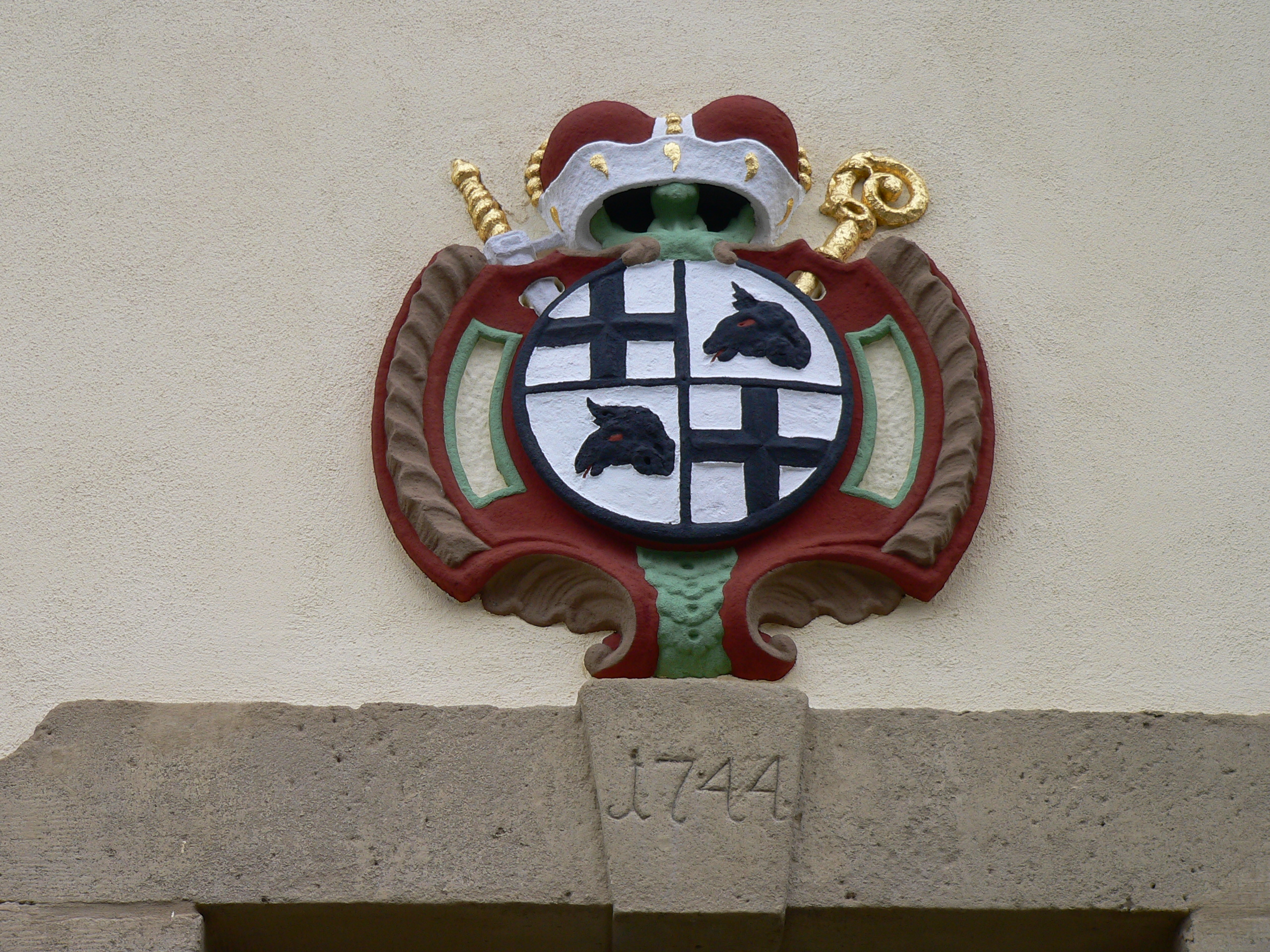
Wappen des Amand von Buseck

Das Jagdschloss Burghaun ist das ehemalige fürstäbtliche Jagdschloss und heutige Forstamt in Burghaun (Schlossstraße 12) im Landkreis Fulda in Hessen.
Das Jagdschloss wurde 1744 durch den Fuldaer Fürstabt Amand von Buseck erbaut, 1803 säkularisiert und beherbergt seit 1868 das Forstamt Burghaun, das heute dem Landesbetrieb Hessen-Forst untersteht.
Bei der Schlossanlage handelt es sich um eine einfache siebenachsige Anlage mit Lisenengliederung und Satteldach mit dem Wappen des Amand von Buseck über dem Eingang.
Bei Bauarbeiten, die das Barocke mit der Moderne zweckdienlich verband, wurde eine alte Zisterne freigelegt, baulich gesichert, innen beleuchtet und mit einer Glasplatte versehen, so dass man das Wasser in der Tiefe sehen kann.